# قطب (القای متقابل)
در مهندسی برق پلاریته (انگلیسی: Polarity) برای تعیین قطب‌های الکتریکی حاصل از القای متقابل در سلف‌هایی چون سیم‌پیچ‌های ترانسفورماتور از قرارداد نقطه استفاده می‌شود.
این قرار داد اینگونه‌است که اگر جریان از سر سیم‌پیچ ترانسفورماتور وارد شود، وردی را با نقطه علامت می‌گذارند و در سر وردی سیم‌پیچ ثانویه مورد القا نیز نقطه قرار داده می‌شود که بیان می‌کند جریان از سمت نقطه وارد سیم‌پیچ می‌شود.